# Анас Бані Ясін
Анас Валід Халед Бані Ясін (араб. انس وليد خالد بني ياسين, нар. 29 листопада 1988, Ірбід) — йорданський футболіст, нападник клубу «Аль-Файсалі» (Амман) та національної збірної Йорданії.

## Клубна кар'єра
Народився 29 листопада 1988 року в місті Ірбід. Вихованець футбольної школи клубу «Аль-Арабі» (Ірбід). Дорослу футбольну кар'єру розпочав 2006 року в основній команді того ж клубу, в якій провів три сезони, взявши участь у 43 матчах чемпіонату.
Згодом з 2009 року грав закордоном, спочатку в саудівському «Наджрані», а потім в кувейтській «Аль-Кадісії» та еміратських «Аль-Вахді» (Абу-Дабі) та «Аль-Дхафрі», після чого 2013 року повернувся в «Аль-Арабі» (Ірбід).
У 2014—2015 роках знову грав у Саудівській Аравії за «Ар-Раїд», але в подальшому грав на батьківщині за команди «Аль-Гуссейн» (Ірбід), «Ар-Рамта», «Шабаб Аль-Ордон» та «Аль-Файсалі» (Амман).

## Виступи за збірні
Протягом 2006—2008 років залучався до складу молодіжної збірної Йорданії. У її складі був учасником молодіжного чемпіонату світу 2007 року у Канаді.
2008 року дебютував в офіційних матчах у складі національної збірної Йорданії. 3 березня 2010 року забив переможний м'яч у ворота збірної Сінгапуру і тим самим вивів свою збірну на Кубок Азії 2011 року у Катарі. Згодом брав участь і у наступному Кубку Азії 2015 року в Австралії.
У 2019 році був включений до складу збірної на кубок Азії в ОАЕ, на якому 6 січня забив перший гол своєї команди на турнірі у ворота збірної Австралії, принісши сенсаційну перемогу 1:0 і став гравцем матчу.
| Дата       | Місто   | Господарі | Результат | Гості    | Турнір                     | Голи | Примітки |
| ---------- | ------- | --------- | --------- | -------- | -------------------------- | ---- | -------- |
| 06-01-2019 | Аль-Айн | Австралія | 0 – 1     | Йорданія | Кубок Азії 2019 - 1-й етап | 1    |          |
| Усього     |         | Матчів    | 1         |          | Голів                      | 1    |          |